# Dél-Korea demográfiája
Dél-Korea lakosságának demográfiai jellemzői közé tartozik a népsűrűség, az etnikai hovatartozás, az iskolázottsági szint, a lakosság egészségi állapota, a gazdasági helyzet, a vallási hovatartozás és a lakosság egyéb szempontjai. A közös nyelvet és különösen a faji hovatartozást a dél-koreaiak az identitás szempontjából fontosabb elemnek tekintik, mint az állampolgárságot.
2012 júniusában Dél-Korea lakossága elérte az 50 millió főt, 2016 végére pedig Dél-Korea népessége elérte a csúcsot, mintegy 51 millió fővel. Az utóbbi években azonban Dél-Korea teljes termékenységi rátája (TFR) meredeken zuhant, ami egyes kutatók szerint, ha a jelenlegi tendenciák folytatódnak, az ország lakossága a 21. század végére körülbelül 28 millió főre fog zsugorodni. 2018-ban a dél-koreai termékenység nemzetközi viták témájává vált, miután októberben mindössze 26 500 baba született, az egész évben pedig a becslések szerint 325 000 baba, aminek következtében az ország a világ legalacsonyabb születési arányszámát érte el. Dél-Korea drámai termékenységcsökkenésének további jeleként 2020-ban az országban több halálozást regisztráltak, mint születést, ami a modernkori feljegyzések kezdete óta először eredményezett népességcsökkenést.
Elemzők Dél-Korea alacsony születésszámból eredő népességcsökkenését az ország nagyfokú gazdasági egyenlőtlenségének tulajdonítják; beleértve a magas megélhetési költségeket, az OECD-tagországhoz képest alacsony béreket, a munkalehetőségek hiányát, valamint a növekvő lakhatási költségeket. Sok dél-koreai emiatt "Pokoli Csoszonnak" nevezi országát, és az utóbbi két generáció "Szampónak", illetve "N-po"-nak" tartja magát.. Dél-Koreában a legmagasabb az öngyilkossági ráta az OECD és a tágabb fejlett világ körében.

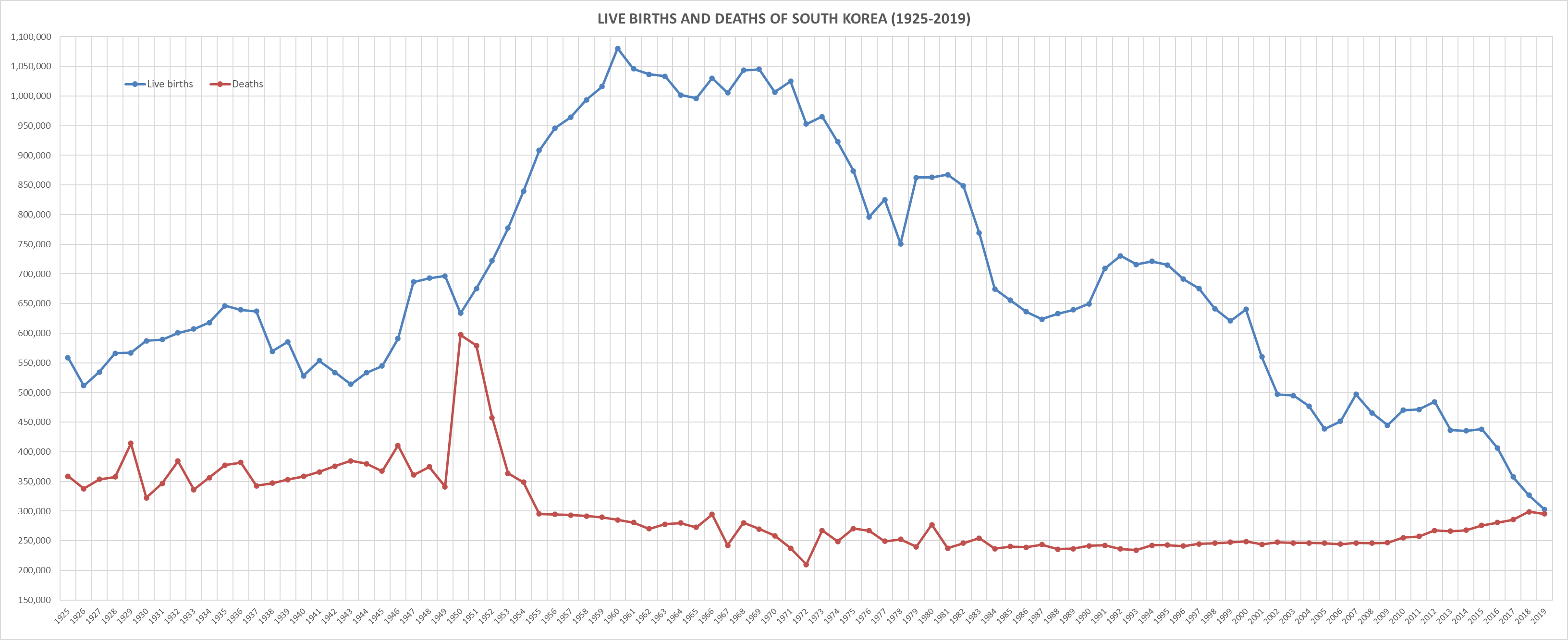
Dél-Korea élveszületései és halálozásai 1925-2019

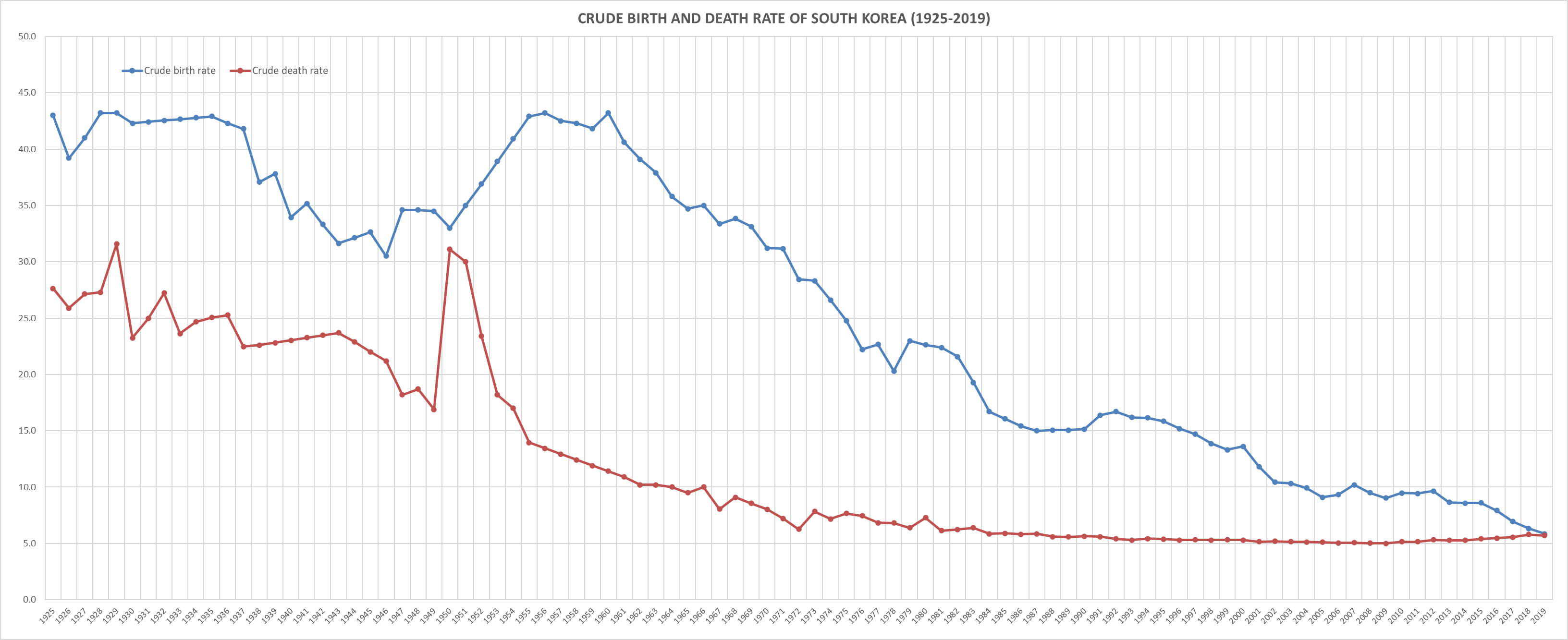
Dél-Korea nyers születési és halálozási rátája 1925-2019

Dél-Korea népességpiramisa 1960-2020

Dél-Koreában az elmúlt évszázadokban számos különböző ázsiai népesség vándorolt a Koreai-félszigetre, azonban kevesen maradtak tartósan. Dél-Korea rendkívül homogén nemzet, de az elmúlt évtizedekben számos külföldi lakos (4,9%) lett az otthona, míg Észak-Koreában nem tapasztalható ez a tendencia. Sokan közülük azonban külföldi állampolgársággal rendelkező etnikai koreaiak. Sok Kínából, a posztszovjet államokból, az Egyesült Államokból és Japánból származó lakos valójában hazatelepült etnikai koreaiak (a "tengerentúli koreaiak" megjelöléssel), akik megfelelhetnek a dél-koreai állampolgárság gyorsított megszerzésének kritériumainak. Például a Kínából (KNK) származó bevándorlók 56,5%-át a külföldi állampolgároknak, de a Koreában élő kínai állampolgárok mintegy 70%-a csoszonjok (조선족), koreai etnikumú KNK-állampolgárok. Mind Észak-, mind Dél-Korea a nemzetiséget vagy állampolgárságot egyetlen, homogén etnikai csoporthoz való tartozással és a "faj" politizált fogalmával teszi egyenlővé. Korea teljes lakosságát 78 millióra becsülik, amelybe Észak-Korea lakossága is beletartozik.

## Termékenységi ráta
Az elmúlt 20 évben Dél-Korea a világ egyik legalacsonyabb termékenységi és házasságkötési szintjét regisztrálta. 2020-tól kezdve a világ legalacsonyabb teljes termékenységi rátával rendelkező országa, ez 2022-ben mindössze 0,72 volt a szükséges 2,1 helyett. Szöulban ez még alacsonyabb, 0,64, ami valószínűleg a legalacsonyabb szint a világon.
| Év   | Termékenységi ráta |
| ---- | ------------------ |
| 2000 | 1,480              |
| 2001 | 1,309              |
| 2002 | 1,178              |
| 2003 | 1,191              |
| 2004 | 1,164              |
| 2005 | 1,085              |
| 2006 | 1,132              |
| 2007 | 1,259              |
| 2008 | 1,192              |
| 2009 | 1,149              |
| 2010 | 1,226              |
| 2011 | 1,244              |
| 2012 | 1,297              |
| 2013 | 1,187              |
| 2014 | 1,205              |
| 2015 | 1,239              |
| 2016 | 1,172              |
| 2017 | 1,052              |
| 2018 | 0,977              |
| 2019 | 0,918              |
| 2020 | 0,837              |
| 2021 | 0,808              |
| 2022 | 0,778              |
| 2023 | 0,72               |
| 2024 | 0,75               |

Az alacsony születési arányszámok elriasztják a dél-koreai orvosokat attól, hogy gyermekgyógyászatra jelentkezzenek, attól való félelmükben, hogy a területnek nincs jövője. A dél-koreai egészségbiztosítási struktúra miatt a gyermekgyógyászat különösen a volumenre támaszkodik, hogy kompenzálja az alacsony térítési arányokat. A szöuli gyermekgyógyászati intézmények száma 2018 és 2022 között 12,5 százalékkal csökkent, szemben a pszichiátriai klinikák 76,8 százalékos és az aneszteziológiai központok 41,2 százalékos növekedésével. Az olyan körülmények, mint a túlzsúfolt várótermek és a kórházi ágyak hiánya legalább egy gyermek halálához vezettek. A gyermekorvosi ellátáshoz való hozzájutás nehézségei miatt sok dél-koreai pár átgondolja a gyermekvállalást.

## Megjegyzés
1. ↑  Koreai írásjelekkel: 헬조선
2. ↑  Hangul: 삼포세대; Hanja: 三抛世代; RR: "Three giving-up generation"
3. ↑  Hangul: N포세대; Hanja: N抛世代; RR: N-posedae, "Numerous giving-up generation"